# Scopula laresaria
Scopula laresaria är en fjärilsart som beskrevs av William Schaus 1940. Scopula laresaria ingår i släktet Scopula och familjen mätare. Inga underarter finns listade.